# Бутринт
Бутринт (албански: Butrint ili Butrinti), модеран назив за римски град Buthrotum, је град и археолошко налазиште у Албанији, у близини грчке границе.
Овај првобитно илирски град у древној области Епир, освојили су Римљани 167. п. н. е.. Касније је прешао у византијске руке, потом у млетачке, пре него што је напуштен у касном средњем веку.
Рушевине, откопане после Другог светског рата, укључују амфитетатар, римско купатило, капелу из петог века, базилику из шестог века, градску капију (звану „Лавља капија“) и средњовековни млетачки замак из 14. века, који се данас користи као музеј.
Остаци Бутринта су укључени на УНЕСКО-ву листу Светске баштине. Године 1997. укључена је на Унесков списак угрожених места Светске баштине због пљачке, слабе заштите и неадекватног управљања и конзервације. До 2005. услови су се поправили тако да је Бутринт скинут са листа угрожених налазишта.
Бутринту се може прићи од Саранде, путем који је изграђен 1959. због посете совјетског вође Никите Хрушчова. Налазиште је постало изузетно популарна туристичка атракција за посетиоце са оближњег грчког острва Крфа.